# Loren Acton
Loren Wilber Acton (Lewistown, 7 maart 1936) is een Amerikaans voormalig ruimtevaarder. Acton zijn eerste en enige ruimtevlucht was STS-51-F met de spaceshuttle Challenger en vond plaats op 29 juli 1985. Tijdens de missie werd er onderzoek gedaan met het Spacelab.
Acton werd in 1978 geselecteerd door NASA. In 1985 verliet hij NASA en ging hij als astronaut met pensioen.